# Rodolfo Llopis
Rodolfo Llopis Ferrándiz (Callosa de Ensarriá, 27 de febrero de 1895-Albi, 22 de julio de 1983) fue un dirigente socialista y pedagogo español, secretario general del Partido Socialista Obrero Español en el exilio. Fue diputado en Cortes durante la  II República.

## Vida

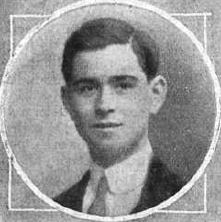
Llopis hacia 1913

Nacido el 27 de febrero de 1895, cursó estudios en la Escuela Superior de Magisterio. Fue profesor de la Escuela Normal de Cuenca. Ingresó en el Partido Socialista Obrero Español (PSOE) en 1917. Cofundador de la Federación de Trabajadores de la Enseñanza de la Unión General de Trabajadores (UGT). Fue diputado por Alicante en 1931, 1933 y 1936. Director general de Primera Enseñanza durante la II República, en el ministerio dirigido por Marcelino Domingo, fue conocido por haber extendido la construcción y equipamiento de escuelas primarias por toda España.
Durante la Guerra Civil, ocupó el cargo de subsecretario de la Presidencia del Gobierno con Francisco Largo Caballero.
Fue contrario al gobierno de Juan Negrín y denunció el acaparamiento de poder por el Partido Comunista de España (PCE). Se exilió en Francia tras la guerra y en 1947 fue elegido presidente del Gobierno de la República española en el exilio. En el Congreso del PSOE en el exterior en 1944 fue elegido secretario general. Fue también presidente de la UGT en el exilio, manteniendo su infraestructura. El 3 de junio de 1951 fue firmante del Acta de Fráncfort en virtud de la cual se creaba de nuevo la Internacional Socialista.
Dentro del PSOE mantuvo la tesis de la defensa de la organización exterior frente a los nuevos dirigentes del interior que pugnaban por combatir la dictadura desde España. Estos últimos, junto a un sector del exilio, defendían una renovación del partido que implicaba desplazar a la dirección llopista, tesis que acabarían triunfando en el Congreso de la UGT de 1971 y en el Congreso de Suresnes del PSOE celebrado en octubre de 1974. Llopis no aceptaría ser presidente del partido como le ofrecían los renovadores —pretendía seguir como secretario general—, provocando una ruptura que escindió el partido en dos: el PSOE Histórico llopista y el PSOE Renovado, que tuvo una dirección colegiada en el interior (Nicolás Redondo, Pablo Castellano y Felipe González, entre otros).
Ambas fracciones rivalizarían por la legitimidad en el uso de las siglas del partido, en un conflicto que dirimiría la Internacional Socialista en enero de 1974 al decantarse por el PSOE Renovado.
El primer Congreso del PSOE Histórico (diciembre de 1972) mantendría a Llopis en la secretaría general, que en 1974 cedió el puesto a Víctor Salazar.
En 1976 regresó a España, presidiendo el Congreso del partido. Al año siguiente se presentó como candidato al Senado, en las listas de la Alianza Socialista Democrática, sin éxito. Volvió a Francia y falleció el 22 de julio de 1983 en Albi.

## Masonería
Se inició en masonería en junio de 1923 en la Logia Ibérica n.º 7 de Madrid perteneciente al Grande Oriente Español. Tomó como nombre simbólico Antenor.
Contando con la ayuda de Juan Giménez de Aguilar (Juan Valdés) y Crédulo M. Escobar Barbero (Prometeo), también docentes de profesión, organizó en 1925 el Triángulo masónico "Electra" en Cuenca, donde residía trabajando como catedrático de Geografía en la Escuela Normal.
En 1931 fue nombrado segundo vicepresidente del Gran Consejo Federal Simbólico, el máximo órgano de gobierno del Grande Oriente Español.
Perteneció en el exilio a la Logia Reconstrucción en Toulouse y posteriormente a la Logia Franklin Roosevelt en Montauban (Francia) ambas organizadas por exiliados españoles y bajo los auspicios de la Gran Logia de Francia.
Gracias a sus viajes como miembro del PSOE en el exilio, pudo visitar bastantes talleres masónicos en varios países. Fruto de esos viajes fue que, en 1953, lo nombraron miembro de honor de la Logia Casablanca n.º 1 situada en la ciudad norteafricana e integrada en el Grande Oriente Español en el exilio.

## Obras
- La escuela del porvenir, según Angelo Patri, 1923.
- La pedagogía del Dr. Decroly, 1927.
- La educación nueva en Austria, 1929. (traductor y prologuista)
- La revolución en la escuela, 1933
- Hacia una escuela más humana, 1934
- Emigración, exilio y perspectiva del mañana, 1949.
- España espera su hora, 1958.